# USNS Sgt. Jack J. Pendleton
El USNS Sgt. Jack J. Pendleton (T-AKV-5/T-AK-276) fue un buque de carga de la clase Lt. James E. Robinson construido durante la Segunda Guerra Mundial como clase Victory y llamado SS Mandan Victory. El Mandan Victory fue puesto en servicio por el programa de construcción naval de emergencia de la War Shipping Administration bajo el conocimiento de la Comisión Marítima de los Estados Unidos.
Después de la guerra, fue adquirido por el ejército de los EE. UU. y puesto en servicio con el nombre de USAT Sgt. Jack J. Pendleton. En 1950, fue readquirido por la Armada y puesta en servicio con el nombre de USNS Sgt Jack J. Pendleton (T-AKV-5). El Pendleton continuó sirviendo a su país durante la guerra de Corea y la Guerra de Vietnam.
En 1973, mientras navegaba en las islas Paracel (China), el Sgt Jack J. Pendleton chocó contra un arrecife frente a la isla Tritón. Los intentos de sacarlo del arrecife fracasaron y fue abandonado.

## Hundimiento
Durante la Guerra de Vietnam, mientras navegaba desde Vietnam y regresaba a los Estados Unidos el 23 de septiembre de 1973, transitó las Islas Paracel, un grupo de pequeñas islas y arrecifes en el Mar de China Meridional. Estas islas se usaban normalmente para la navegación, en particular la Isla Tritón, que estaba en el extremo occidental de un paso recto de oeste a este a través del espacio entre las Islas Paracel y las Islas Spratly. El barco planeaba virar al este una vez que pasara la Isla Tritón, sin saber que el viento y las olas habían hecho que el Pendleton se dirigiera al norte. El Sgt Jack J. Pendleton encalló en un arrecife en la Isla Tritón a 17 1/2 nudos, muy temprano en la mañana, tan suavemente que el capitán no fue molestado en su camarote. Se hicieron varios intentos para salvarla, sin embargo, esos intentos fallaron, se retiró la carga y fue abandonada.
La operación de salvamento fue realizada por el USS Mount Vernon, el USS Mount Hood, el USS Deliver, el USS Reclaimer y el USS Duluth. El principal interés del Sgt Jack J. Pendleton para el gobierno de los EE. UU. eran dos grandes generadores de vagones de ferrocarril. Uno de estos generadores estaba cargado en la proa, lo que hacía casi imposible el salvamento directo del barco. También había cajas de rifles viejos y cajas de municiones a bordo. Después de muchos intentos, incluido un intento infructuoso del UDT/SEALS (Underwater Demolition Team) embarcado del Deliver de hacer un agujero en el arrecife que rodea la isla Triton para facilitar la operación de salvamento utilizando LCU-8 en lugar de los helicópteros CH-46 y CH-53 del Mount Vernon y el Mount Hood, miembros de los cinco barcos fueron enviados a bordo del Sgt Jack J. Pendleton para rescatar lo que se considerara que podría usarse para el resto de sus despliegues. La carga principal del barco era munición contaminada para armas de gran calibre que se devolvía de Vietnam a los Estados Unidos.
Estos grandes proyectiles se almacenaron en bodegas tanto de proa como de popa. Aunque se hizo un agujero en el arrecife, se consideró que no era posible retirar la munición con una grúa. Se determinó que dejar un gran barco cargado con munición inestable y encallado en una isla reclamada por varios países (algunos amigos, otros no) no era una acción diplomática. El único método posible para retirar toda esta munición inestable era mediante helicóptero. Se envió a bordo un equipo de eliminación de explosivos del Mount Hood para retirar los mástiles que impidieran que el helicóptero llegara a la bodega ubicada en el centro del barco. En una serie de explosiones bien orquestadas, el mástil principal en el centro del barco se cortó en su base y luego, medio segundo después, voló por el costado de babor del barco. Cayó verticalmente desde la altura que tenía en el barco hasta el agua clara justo al costado de babor. Cientos de paletas de proyectiles de gran calibre fueron entonces levantadas por los helicópteros del Mount Hood, utilizando un cordón de más de 100 pies de largo, desde el Sgt Jack J. Pendleton y depositadas en la cubierta de vuelo del Mount Vernon, cuya tripulación de cubierta las trasladó a continuación mediante un gato hidráulico hasta un punto donde pudieran ser alcanzadas por las grúas del Mount Vernon y bajadas al entrepiso y la cubierta del pozo, una operación muy peligrosa dada la naturaleza de la munición real y el cabeceo del barco en mar abierto. Los técnicos electrónicos de Duluth rescataron la antena del radar y el equipo de comunicaciones a bordo y los transfirieron en un CH-46 a la cubierta de vuelo del Duluth.
El USS Beaufort se hizo a la mar nuevamente el 25 de septiembre para ayudar a reflotar el Sgt Jack J. Pendleton, que estaba encallado, y regresó a la bahía de Subic de esa misión el 9 de octubre. Cuando la tormenta amainó, el Beaufort y el Reclaimer engancharon sus cables de acero y equipo de playa a la sección de popa del Sgt Jack J. Pendleton e intentaron remolcarlo fuera del arrecife de coral blanco como la nieve; no fue posible mover el barco. Se proporcionó una barcaza desde el Deliver para descargar la munición y llevarla a Vietnam del Sur; la descarga fue completada por los marineros del Sgt Jack J. Pendleton.
Mientras se completaba la descarga, las tripulaciones del Beaufort y del Reclaimer pusieron a sus buzos de la Armada, a los buzos de buceo y a los buzos con casco duro en el agua para reconocer el casco inferior del Sgt Jack J. Pendleton. Los buzos técnicos de casco del Beaufort y del Reclaimer y los buzos de demolición de artefactos explosivos EOD notaron una grieta en el casco; era un espacio de entre cuatro y doce pulgadas, y los compartimentos estaban inundados, lo que añadía peso adicional. La proa del Sgt Jack J. Pendleton sobresalía aproximadamente 6 metros hacia el cielo. Se enviaron barcos adicionales al lugar para ayudar a sacar el barco del arrecife. 
Durante el mismo tiempo, China envió un mensaje indicando que era dueño de la isla y que detuviera todos los procedimientos y abandonara la isla; Vietnam del Norte también declaró que era dueño del arrecife de coral y que se apresurara a salir del área o enviaría un buque de guerra para atacar a los barcos de la Armada, ambos despachos se tomaron en serio, sin embargo, ninguno de los dos países poseía un buque naval operativo cerca. Todos los intentos de remolque fracasaron y un tifón se acercaba a la zona. El Beaufort y el Reclaimer hicieron un último intento el 4 de octubre. Otro barco embistió el costado de estribor del Beaufort, casi aplastando a un marinero, mientras la viga en I del otro barco aplastaba el costado del Beaufort. El barco fue golpeado tan fuerte que el mástil comenzó a temblar violentamente y los hombres en el puente del barco estaban en la cubierta esperando que se estrellara. 
El Beaufort retiró a todos los hombres del Sgt Jack J. Pendleton y cargó a los buzos en un bote Mike, una lancha de desembarco. Los buzos tomaron el equipo de buceo y las demoliciones suministradas por Deliver al Pendleton y colocaron cargas en el casco. Después de retirarse aproximadamente 900 metros, las cargas explotaron y el barco quedó allí «para siempre». Se utilizó como baliza de radar para aeronaves. Los técnicos del casco del Beaufort apuntalaron su mamparo con madera y acero, hasta que pudo regresar a puerto para reparaciones importantes. Durante las reparaciones, un destructor naval estadounidense quedó atracado en el costado de estribor del Beaufort.